# Aciotis viscida
Aciotis viscida är en tvåhjärtbladig växtart som först beskrevs av George Bentham, och fick sitt nu gällande namn av Freire-fierro. Aciotis viscida ingår i släktet Aciotis och familjen Melastomataceae. Inga underarter finns listade i Catalogue of Life.